# 프롬 파리 위드 러브
《프롬 파리 위드 러브》(영어: From Paris with Love)는 2010년 개봉한 프랑스의 액션 영화이다.

## 줄거리
비밀 특수요원 ‘왁스’(존 트라볼타)는 자폭 테러조직으로부터 미국의 1급 정부인사를 보호하라는 중요한 임무를 부여 받고 파리에 도착한다. 하지만 파리 공항의 입국 심사부터 문제를 일으킨 단순무식의 트러블 메이커 ‘왁스’. 현지에서 그런 그를 돕기 위해 주 프랑스 미대사관 직원인 ‘제임스’(조나단 리스 마이어스)가 파트너로 배치된다. 섹시한 외모와 달리 융통성 제로에 성실하게만 살아온 ‘제임스’는 뜻하지 않게 ‘왁스’의 파란만장한 행보에 합류하게 되고, 사사건건 으르릉거리며 혹독한 미션을 해결해나가는데… 과연 이들은 테러리스트의 공격을 막아낼 수 있을까?

## 출연진
- 존 트래볼타 : 미국 비밀요원 찰리 왁스 역
- 조너선 리스 마이어스 : 프랑스 주재 미국 대사관 비서 제임스 리스 역
- 카시아 스무트니아크 : 테러리스트 캐롤린 역